# Бомет
Бомет (англ. Bomet) — город на юго-западе Кении, в провинции Рифт-Валли. Административный центр и крупнейший населённый пункт одноимённого округа. Высота города над уровнем моря составляет 2114 м. Через город проходит автомобильная дорога B3, соединяющая Найроби с городом Кисии.
По данным переписи 1999 года население города составляло 4426 человек, а население муниципалитета Бомет насчитывало 42 024 человека. Важной отраслью экономики Бомета является сельское хозяйство, в частности выращивание чая. Чайные плантации располагаются преимущественно в восточной части округа Бомет и примыкают к лесу Мау. Фермеры, выращивающие чай, продают его на чайные фабрики Капкорос и Тиргага, также расположенные в пределах округа.
В Бомете располагается госпиталь Тенвек. В городе родились известные спортсмены: Роберт Черуйот, Фаит Кипьегон и Питер Кируи.